# Tangomode

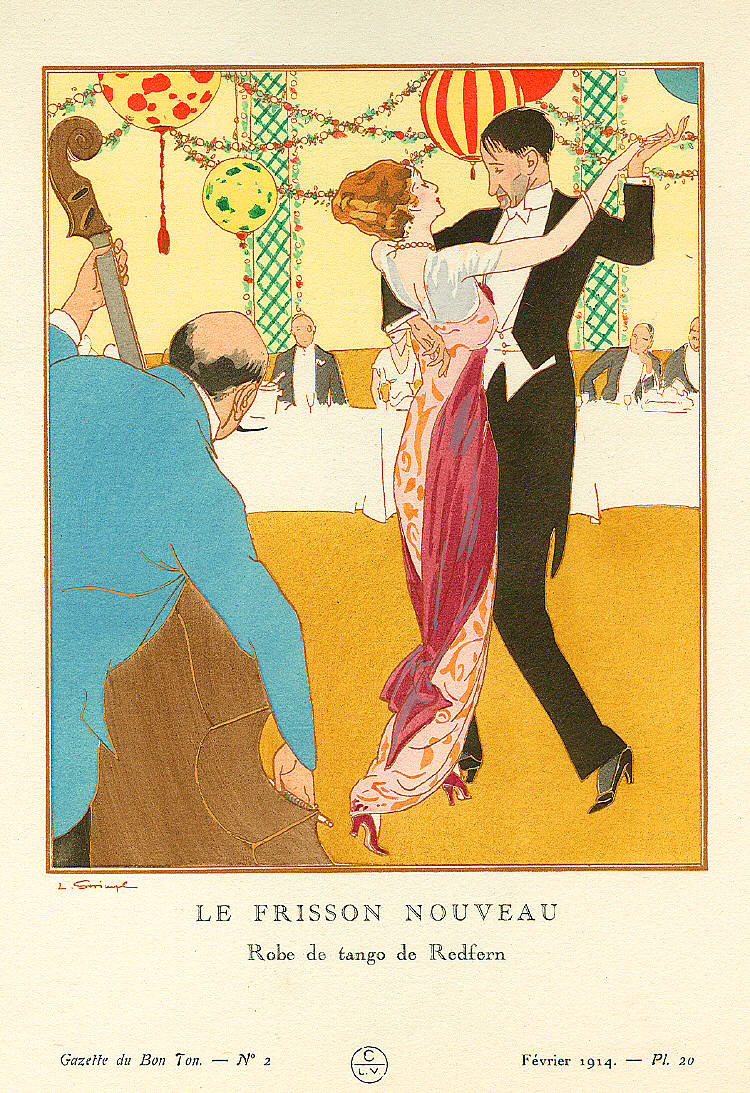
Tangomode (La Gazette du Bon Ton 1914)

Die Tangomode war ein Modestil der 1910er Jahre, der einhergehend mit der Verbreitung des Tangos in Europa Verbreitung fand.
Spezifisch für die Mode war vor allem das Tangokleid: meist mit V-Ausschnitt, drapiertem, knöchellangem Rock mit hohem vorderen oder seitlichen Schnitt. Als Accessoire gehörte dazu eine auf den Turban oder ins Haar gesteckte Reiherfeder (Aigrette). Als Tangoschuhe trugen die Frauen Pumps mit Ristspange.

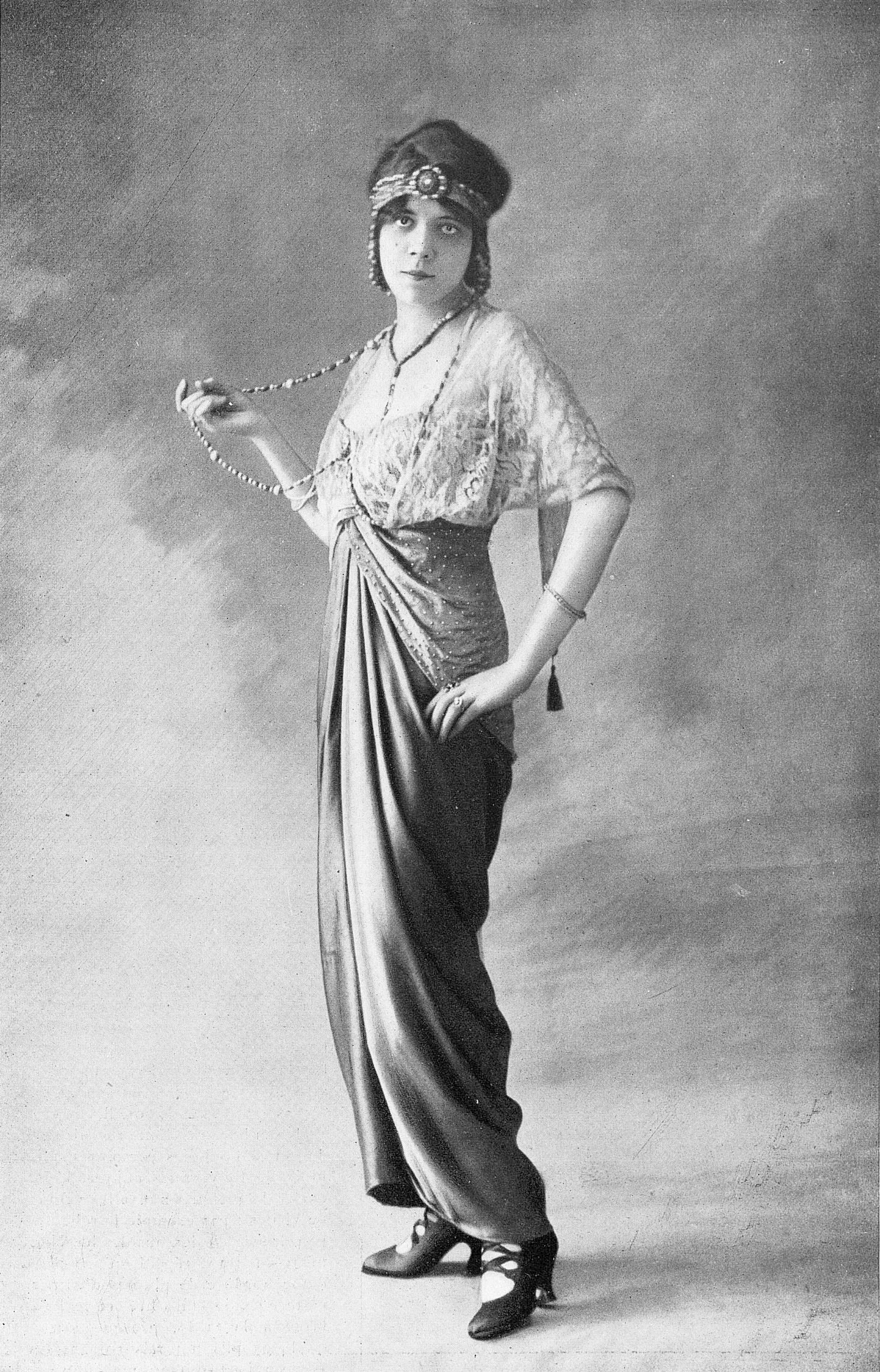
Tangokleid von Redfern & Sons 1914

Zu den mit der Tangomode besonders assoziierten Modehäusern gehören Paul Poiret und Jeanne Paquin in Paris (letztere eröffnete sogar eine Niederlassung in Buenos Aires) und Redfern & Sons in London.